# Lonicera arizonica
Lonicera arizonica är en kaprifolväxtart som beskrevs av Alfred Rehder. Lonicera arizonica ingår i släktet tryar, och familjen kaprifolväxter. Inga underarter finns listade i Catalogue of Life.